# Интерпорто Америго Веспучи (Ливорно)
Интерпорто Америго Веспучи је насеље у Италији у округу Ливорно, региону Тоскана.
Према процени из 2011. у насељу је живело 11 становника. Насеље се налази на надморској висини од 1 м.